# Jacob Canter
Jacob (Jacobus) Canter, auch Canthor, (* um den 23. Februar 1469 in Groningen; † 31. März 1529 ebenda) war ein Pfarrer, Dichter und Humanist.

## Leben und Wirken
Jacob Canter war ein Sohn des Rechtsanwalts Johannes Canter. Die Humanistenfamilie Canter genoss weit über Groningen hinaus hohes Ansehen und war eng mit Rudolph Agricola befreundet. Alle Familienmitglieder und sogar die Magd sprachen zu Hause Latein. Alle Kinder nutzten diese Sprache später häufiger als ihre Volkssprache.
Canter besuchte das Zisterzienserkloster Aduard und die Lebuinusschule in Deventer, die neben Aduard als Zentrum des niederländischen Humanismus galt. Er gehörte dort zu den Vorzeigeschülern von Alexander Hegius. 1487 begann Canter ein Jurastudium an der Universität Köln. Während viele Humanistenjuristen seinerzeit versuchten, Karriere in den Verwaltungen von Stadt und Hof zu machen, entschied sich Canter für die bonae litterae und die Dichtung in der Tradition Francesco Petrarcas.
1489 unterrichtete Canter lateinische Literatur in Antwerpen. Im selben Jahr gab er darüber hinaus drei Werke in lateinischer Sprache heraus. Ebenfalls 1489 beabsichtigte er, Italien zu besuchen. Ob er das Land jemals erreichte, ist nicht dokumentiert. Bekannt ist lediglich ein Zwischenaufenthalt in Köln, bei dem er sich außerordentlich gelehrt zeigte. Anschließend lebte er in Augsburg. Weitere Wohnorte sind nur lückenhaft dokumentiert.
1492 hielt sich Canter bei Konrad Celtis in Ingolstadt auf. Celtis hielt zu dieser Zeit eine programmatische Rede über die Dichtkunst und die rhetorische Eloquenz, die er als oberste Kraft der Bildung bezeichnete. Damit stellte er das Selbstverständnis der Epoche dar, was bei Canter sicherlich einen Eindruck hinterließ. Die Zeit bis mindestens 1498 verbrachte Canter als Schulmeister in Krumau. Von 1500 bis 1505 lebte er erneut in Köln, wo er unter anderem Ulrich von Hutten kennenlernte. Möglicherweise wohnte er auch in Italien.
Während dieser Jahre, die durch zahlreiche Reisen gekennzeichnet waren, publizierte Canter viel. 1491 schrieb er De solitudine und darüber hinaus viele lyrische Werke, die heute weitestgehend unbekannt sind. Vielleicht auf das Jahr 1498 datiert sein Werk mit dem Titel Osculum. Dieses „Rosa rosensis“ genannte Drama legte den Grundstein für seinen Ruf als Dichter.
Im Herbst 1494 verlieh König Maximilian I. Canter den Titel poeta laureatus, was seinerzeit noch nicht häufig geschah und eine umfassende Gelehrsamkeit voraussetzte. Darüber hinaus ehrte der spätere Kaiser damit Canters lyrisches Schaffen. Ein Beleg für die Vermutung, dass Canter den berühmten ersten Druck des Freeska Landriucht erstellte, fehlt. Als typischer Humanist erstellte er jedoch mehrere Editionen. Zeitgenossen bewunderten ihn für seine Gelehrsamkeit; Erasmus bezeichnete ihn als „vir eruditissimus“ („höchst gebildeter Mann“).
1505 erhielt Canter einen Ruf nach Emden, wo sein Bruder Johannes als Arzt arbeitete. Canter wirkte hier als vicarius perpetuus am Heilig-Kreuz-Altar der Großen Kirche. Es handelte sich um das zweithöchste geistliche Amt hinter Poppo Manninga. In der Folgezeit übernahm er auch das Amt des Altaristen an einem Altar der Herrenkapelle in der Großen Kirche. Außerdem wirkte er als Pfarrer von Klein-Faldern, was seinerzeit schon einer bloßen Pfründe gleichkam.
Canter war zwar vielseitig, aber insbesondere ein neulateinischer Dichter. Ob er die für das Priesteramt notwendige theologische Bildung besaß, ist nicht eindeutig dokumentiert. Zwei Autoren berichteten 1489 von seinen außerordentlichen Kenntnissen der Bibel. Er selbst bezeichnete sich bereits 1491 als „dominus“, sinngemäß „Weltpriester“. Ein entsprechender Eintrag ist auch im Einkünfteregister der Stadt Emden zu finden.
Während der Zeit als Priester in Emden arbeitete Canter weiterhin als Lyriker. Der mit ihm befreundete Euricius Cordus
besuchte ihn hier 1526/27 und berichtete davon. Die nur in Fragmenten erhalten gebliebene Schrift nimmt vielfach Bezug auf die Antike, behandelt aber keine religiösen Themen. Nur in Widmungen der von ihm verfassten Editionen aus dem Jahr 1489 ist ein Einfluss des Bibelhumanismus von Wessel Gansfort und Rudolph Agricola zu erkennen.
In Emden lernte Canter früh die von Unbedingtheit geprägte reformatorische Predigt kennen, zu der er als kosmopolitischer, dem Diesseits zugewandter Humanist eindeutig keinen Zugang fand. Völlig unvorbereitet auf diese Konfrontation, empfand er die neue geistliche Strömung als verstörend und lehnte daher die aufkommende Reformation ab. Georg Aportanus hingegen, der mit ihm als Priester an der Großen Kirche wirkte, befürwortete die Reformation in seinen Predigten. Canter wollte dies verhindern, fand aber kein Gehör bei Graf Edzard. Offensichtlich aus Enttäuschung, möglicherweise auch weil Enno die alten Kirchen enteignete, legte Canter Anfang 1529 seine Ämter nieder und ging nach Groningen. Hier starb er wenig später.
Die Überlieferungen zu diesem Kirchenstreit stammen von Ubbo Emmius. Dieser fällte, wenn auch konfessionell nicht völlig unbefangen, ein vernichtendes Urteil über Canter, das nachhaltigen Einfluss auf die Literatur der Landesgeschichte hatte.